# 凱拉尼區
17°17′07″S 70°21′50″W / 17.2852°S 70.3638°W
凱拉尼區（西班牙語：Distrito de Cairani），是秘魯的一個區，位於該國南部塔克納大區的坎達拉韋省，始建於1952年12月4日，面積371.2平方公里，海拔高度3,400米，2005年人口1,315，人口密度每平方公里3.5人。